# Хотомелька
Хото́мелька — річка в Україні, у межах Старосалтівської селищної громади Чугуївського району Харківської області. Ліва притока Хотімлі (басейн Сіверського Дінця).

## Розташування
Річка бере початок поблизу села Гонтарівка. Спочатку тече на південний захід, потім — на південь. Впадає до Хотімлі навпроти села Затока. Відстань від гирла Хотімлі до місця впадіння Хотомельки — 6,3 км.

## Опис
Довжина річки — 12 км. Площа басейну — 77,3 км². Похил річки — 2,5 м/км.

## Притоки
- Мальцин яр - права притока у верхів'ї річки[2]
- Грицин яр - права притока, бере початок у селі Томахівка, тече на захід[3]